# Poinsonnet
Le Poinsonnet est un cours d'eau français qui coule dans le département de l'Indre. C'est un affluent de l'Indre en rive gauche et donc un sous-affluent de la Loire.

## Géographie
Le Poinsonnet a une longueur de 13,3 kilomètres. Il prend sa source dans la commune de Murs, près du hameau de la Grande Écoltière à une altitude d'environ 130 m, s'écoule vers le nord puis le nord-ouest et se jette dans l'Indre, en limite des communes de Châtillon-sur-Indre et de Fléré-la-Rivière, à une altitude de 87 m.

### Communes traversées
Le Poinsonnet traverse ou borde quatre communes ; de l'amont vers l'aval : Murs, Cléré-du-Bois, Châtillon-sur-Indre et Fléré-la-Rivière.
Les bassins hydrographiques sont découpés dans le référentiel national BD Carthage en éléments de plus en plus fins, emboîtés selon quatre niveaux : régions hydrographiques, secteurs, sous-secteurs et zones hydrographiques. Le bassin versant du Poinsonnet s'insère dans la zone hydrographique « L'Indre de l'Ozance au ruisseau de la Fontaine de Saint Flovier  », au sein du bassin DCE plus large « La Loire, les cours d'eau côtiers vendéens et bretons ».

## Gouvernance

### Échelle du bassin
En France, la gestion de l’eau, soumise à une législation nationale et à des directives européennes, se décline par bassin hydrographique, au nombre de sept en France métropolitaine, échelle cohérente écologiquement et adaptée à une gestion des ressources en eau. Le Poinsonnet est sur le territoire du bassin Loire-Bretagne et l'organisme de gestion à l'échelle du bassin est l'agence de l'eau Loire-Bretagne.